# Skrzywienie zawodowe
Skrzywienie zawodowe (fr. déformation professionnelle) – utrata bezstronności poglądów na sprawy wchodzące w zakres zainteresowań zawodowych. Posiadanie większej wiedzy na jakiś temat sprawia, że podświadomie uważamy go za bardziej istotny.